# Vitalij Abramov
Vitalij Abramov (in russo Виталий Сергеевич Абрамов?, angl. Vitaliy Sergeyevich Abramov; Shakhtinsk, 12 luglio 1974) è un ex calciatore kazako, nato in Unione Sovietica, poi Russia, infine Kazakistan, di ruolo centrocampista.

## Carriera

### Club
Durante la sua quasi ventennale carriera ha giocato da sovietico (fino al novembre del 1991) e russo (tra novembre e dicembre del 1991) fino a quando il Kazakistan è divenuto indipendente (dicembre 1991). Ha giocato nei campionati russi, kazaki e ucraini scendendo in campo in più di 424 incontri e siglato 56 reti.
Il Rotor Volgograd è la società alla quale è stato più legato, avendo giocato 115 partite e segnato 8 reti.
Tra il 17 gennaio e il 7 marzo del 2010 ha giocato un torneo cittadino con la Rodina Volgograd.

### Nazionale
Il 19 febbraio del 2004 gioca la sua unica presenza in Nazionale contro l'Armenia (3-3).

## Statistiche

### Cronologia presenze e reti in Nazionale
| Cronologia completa delle presenze e delle reti in nazionale ― Kazakistan | Cronologia completa delle presenze e delle reti in nazionale ― Kazakistan | Cronologia completa delle presenze e delle reti in nazionale ― Kazakistan | Cronologia completa delle presenze e delle reti in nazionale ― Kazakistan | Cronologia completa delle presenze e delle reti in nazionale ― Kazakistan | Cronologia completa delle presenze e delle reti in nazionale ― Kazakistan | Cronologia completa delle presenze e delle reti in nazionale ― Kazakistan | Cronologia completa delle presenze e delle reti in nazionale ― Kazakistan |
| Data                                                                      | Città                                                                     | In casa                                                                   | Risultato                                                                 | Ospiti                                                                    | Competizione                                                              | Reti                                                                      | Note                                                                      |
| ------------------------------------------------------------------------- | ------------------------------------------------------------------------- | ------------------------------------------------------------------------- | ------------------------------------------------------------------------- | ------------------------------------------------------------------------- | ------------------------------------------------------------------------- | ------------------------------------------------------------------------- | ------------------------------------------------------------------------- |
| 19-2-2004                                                                 | Paphos                                                                    | Armenia                                                                   | 3 – 3                                                                     | Kazakistan                                                                | CIT                                                                       | -                                                                         |                                                                           |
| Totale                                                                    |                                                                           | Presenze                                                                  | 1                                                                         |                                                                           | Reti                                                                      | 0                                                                         |                                                                           |